# Livadia (okręg Hunedoara)
Livadia – wieś w Rumunii, w okręgu Hunedoara, w gminie Baru. W 2011 roku liczyła 609 mieszkańców.